# Auburn (Nowa Południowa Walia)
Auburn (Auburn Council) – jeden z 38 samorządów lokalnych wchodzących w skład aglomeracji Sydney, największego zespołu miejskiego Australii. Znajduje się ok. 15 km na zachód od ścisłego centrum Sydney. Liczy 64 959 mieszkańców (2006) i zajmuje powierzchnię 32 km².
Na terenie Auburn znajduje się kompleks sportowy Sydney Olimpic Park, w którym zgrupowana została znaczna część aren igrzysk olimpijskich odbywających się w Sydney w roku 2000, w tym główny stadion olimpijski. Obszar charakteryzuje się też wyjątkowo dużą - nawet jak na warunki kosmopolitycznego Sydney - różnorodnością kulturową. Tylko 36,6% jego mieszkańców urodziło się w Australii. Najliczniejsze mniejszości to Chińczycy (9,3%), Wietnamczycy (5%), Turcy (4%), Libańczycy (3,5%) i Koreańczycy (2,7%).

## Geograficzny podział Auburn
- Auburn
- Auburn North
- Auburn South
- Auburn West
- Berala
- Homebush Bay
- Lidcombe
- Lidcombe North
- Newington
- Regents Park
- Rookwood
- Silverwater

## Galeria

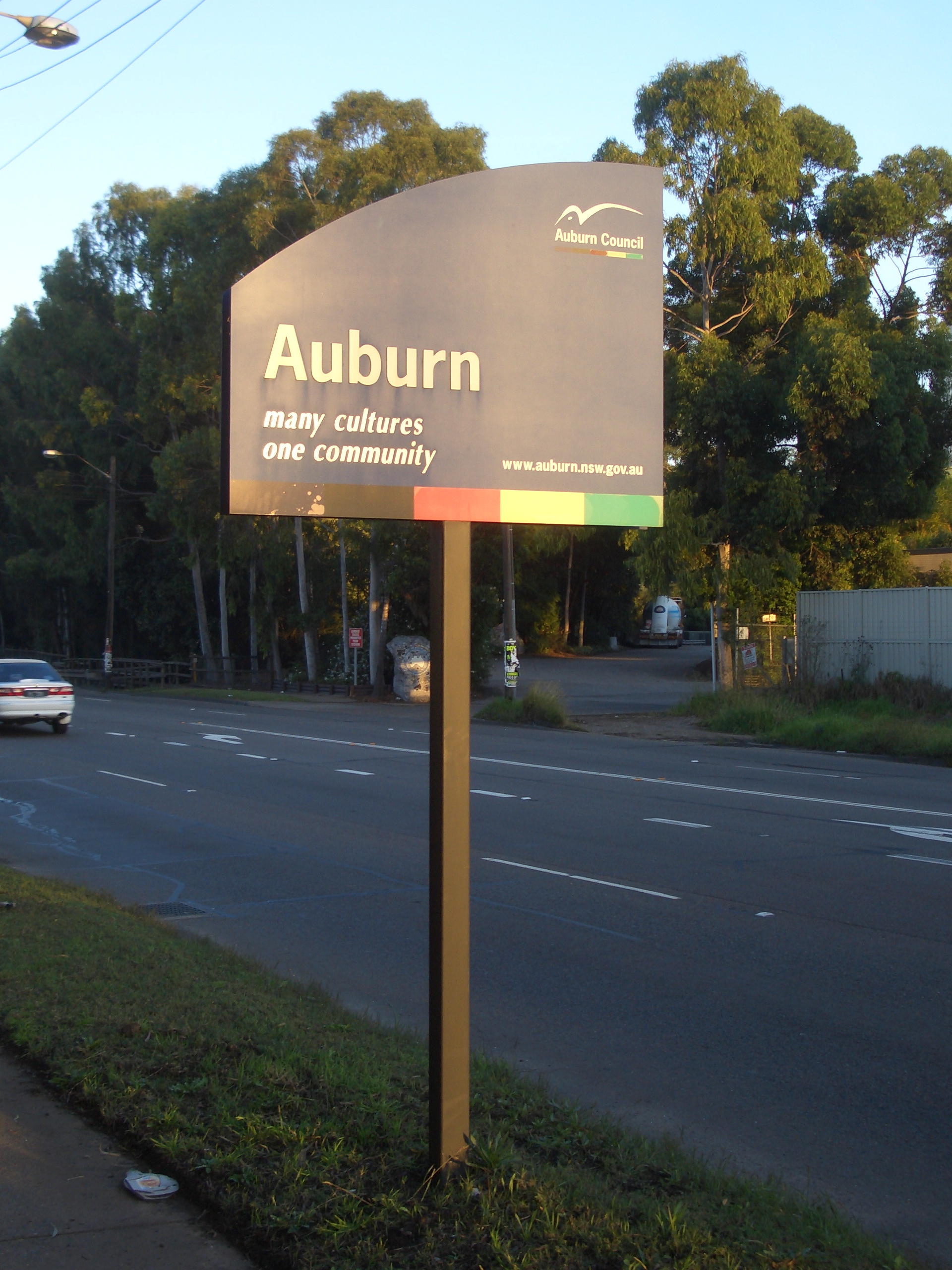
Tablica informująca o wjeździe do Auburn
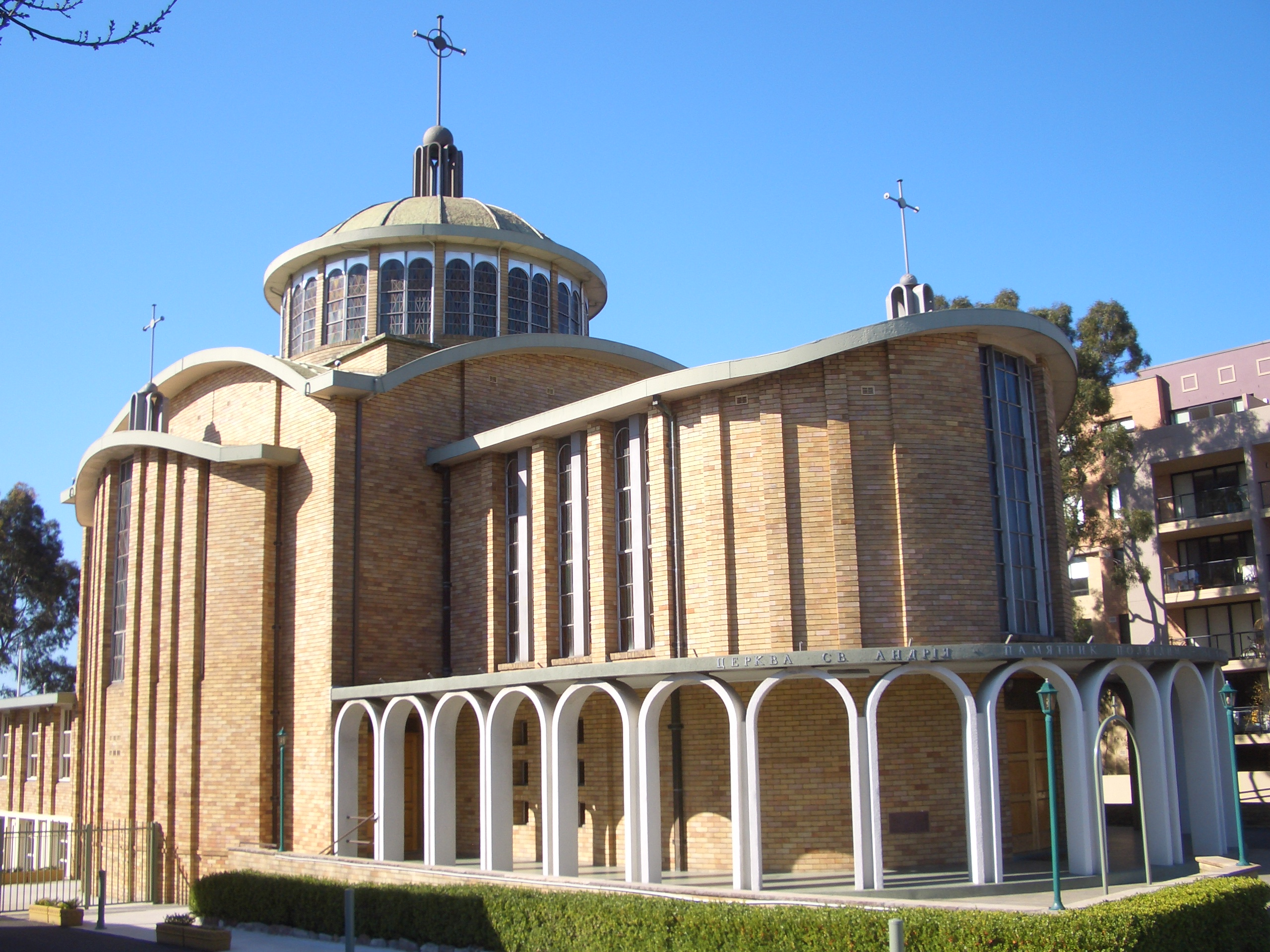
Cerkiew Kościoła greckokatolickiego
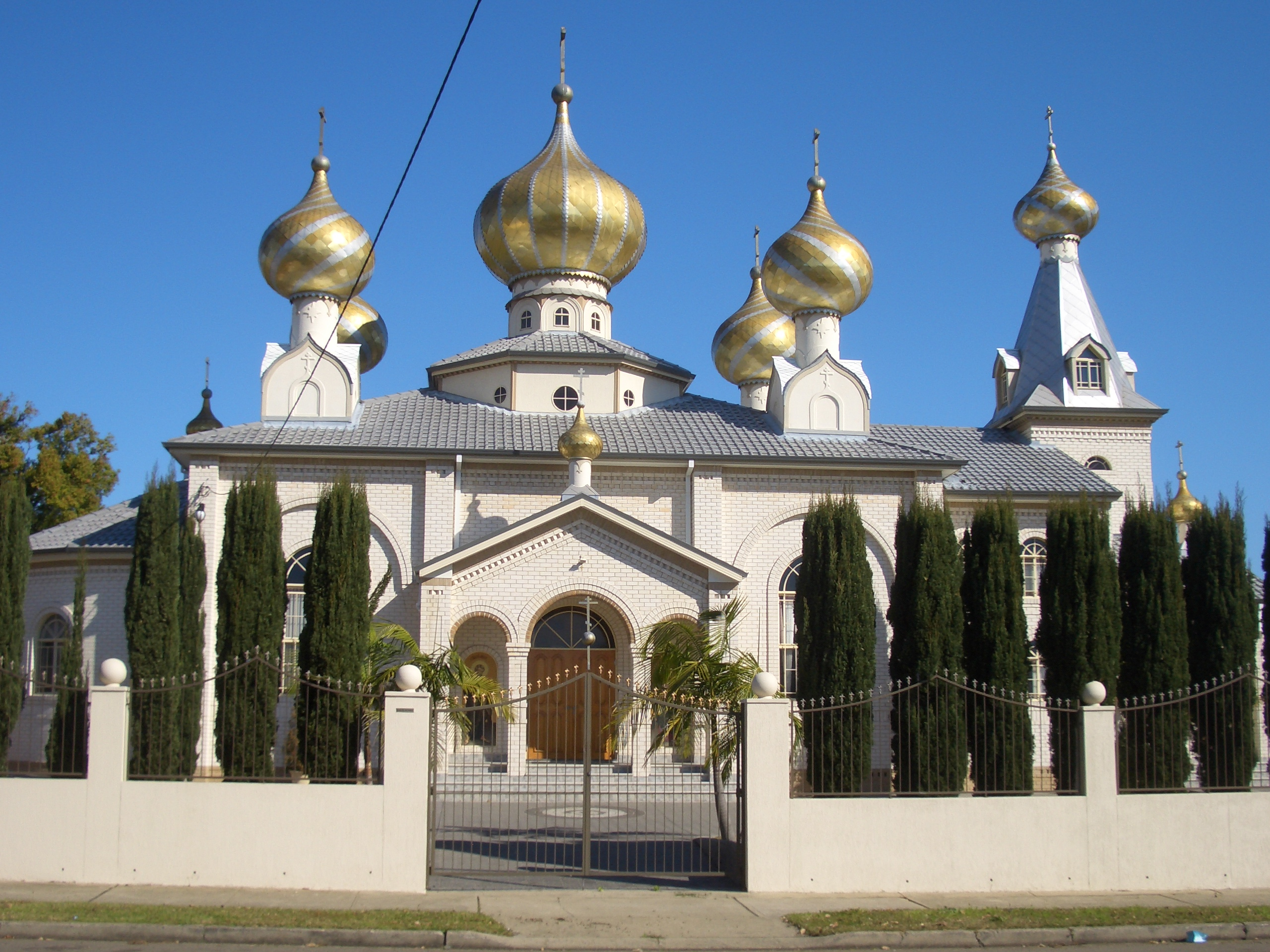
Świątynia Rosyjskiej Cerkwi Prawosławnej